# جوي-كون
جوي-كون (بالإنجليزية: Joy-Con)‏ هي وحدات التحكم الأساسية لنظام ألعاب الفيديو نينتندو سويتش. تتكون من وحدتين فرديتين، تحتوي كل منهما على عصا لعب ومجموعة من الأزرار. يمكن استخدامها أثناء توصيلها بنظام نينتند سويتش الرئيسي، أو يمكن فصلها واستخدامها لاسلكيًا؛ عند فصلها، يمكن استخدام زوج من جوي-كون بواسطة لاعب واحد، أو تقسيمها بين اثنين كوحدات تحكم فردية.

## التصميم

رسم توضيحي لوحدات تحكم جوي-كون اليمين واليسار باللون الأزرق النيون والأحمر النيون.

يتم توزيع جوي-كون في أزواج، تسمى «جوي-كون اليسار» و «جوي-كون اليمين» على التوالي. يقيس كل منهما 35.9 × 102 × 13.9 ملم (1.41 × 4.02 × 0.55 بوصة)، ويبلغ وزن جوي-كون اليسار واليمين 49 جرامًا (1.7 أونصة) و52.1 جرامًا (1.84 أونصة)، على التوالي. عند القياس من أعلى العصا التناظرية إلى طرف أزرار ZL / ZR، يكون عمقها الأقصى 28.4 ملم (1.12 بوصة).
يمكن توصيل جوي-كون بجوانب نينتندو سويتش عبر القضبان، أو فصلها واستخدامها لاسلكيًا - إما كزوج (يمكن مقارنته بجهاز وي ريموت و نونتشوك)، أو مقسمًا بين لاعبين مختلفين. يمكن توصيل ما يصل إلى 8 جوي-كون بنظام واحد في نفس الوقت. يمكن ربط جوي-كون اختياريًا بملحق «جوي-كون غِّرِيب»، مع أو بدون إمكانيات الشحن، والتي تحول وحدات التحكم إلى عامل شكل يشبه لوحة الألعاب أكثر تقليدية.
عند فصلها عن النظام، تعمل كلتا وحدتي جوي-كون بشكل مستقل عن بعضهما البعض، وتتواصلان مع النظام عبر البلوتوث. تُوَفََر ملحقات رباط المعصم، والتي يتم تثبيتها بالمثل عن طريق تحريكها على قضبان وحدات التحكم. تتميز ملحقات الحزام بشكل دائري وأزرار كتف مرتفعة لتحسين بيئة العمل في جوي-كون عند استخدامها بشكل فردي.
تحتوي جوي-كون على بطاريات غير قابلة للإزالة 3.7 فولت 525 مللي أمبير في الساعة 1.9 واط ساعة ليثيوم أيون بوليمر؛ لِتُشحَن عند توصيلها بنظام السويتش التي يتم شحنها بنفسها. يسمح ملحق «قبضة الشحن» المنفصل بشحن وحدات التحكم في تكوين لوحة الألعاب عبر يو إس بي - فئة سي. أصدرت نينتندو حزمة بطارية جوي-كون AA المرفقة في 16 يونيو 2017، والتي تنزلق على جوي-كون بشكل مشابه لملحقات حزام المعصم.

### الألوان والاختلافات
يمكن الحصول على جوي-كون بألوان مختلفة، إما عن طريق شراء نظام السويتش، أو بشكل فردي، سواء بشكل منفصل أو كزوج. عند الإصدار، كانت جوي-كون متوفرة بألوان رمادي أردوازي وأحمر نيون وأزرق نيون. صدر جوي-كون الأسود أيضًا مع مجموعات تطوير سويتش. في منتصف عام 2017، قدمت نينتندو جوي-كون باللون الأصفر النيون، والذي صدر مع آرمز بالإضافة إلى جوي-كون باللون الأخضر النيون والنيون الوردي والتي أطلقت مع سبلاتون 2. صدر زوج من جوي-كون باللون الأحمر كجزء من حزمة سوبر ماريو أوديسي، باستثناء اليابان وأوروبا (متجر ماي نينتندو فقط) حيث يتوفران بشكل مستقل، والذي صدر في أكتوبر 2017. صدر تصميم جوي-كون نينتندو لابو الحصري، باللون البني الفاتح، في عام 2018. كان متاحًا حصريًا للفائزين بمسابقة صانعو نينتندو لابو. في يوليو 2018، أصدرت شركة هوري، وهي شركة طرفية لألعاب الفيديو، جوي-كون يسارًا باللون الأزرق الداكن يتميز بدي باد كلاسيكية بدلاً من أزرار الاتجاهات. افتقرت وحدة التحكم إلى ميزات مثل أزرار إتش دي رامبل وSL وSR والجيروسكوب ومعيار الاتصال اللاسلكي لجهاز جوي-كون الذي تنتجه نينتندو، مما أجبر مستخدميها على أن يقتصروا على الوضع اليدوي. كان هذا على وجه الخصوص أول جوي-كون مرخص رسميًا يصدر من قبل شركة تابعة لجهة خارجية. صدر متغيرين آخرين مرخصين رسميًا لدي باد يتميزان بطابع ذا ليجند أوف زيلدا: بريث أوف ذا وايلد وسوبر ماريو أوديسي صدرا لاحقًا بواسطة هوري في سبتمبر 2018. صدرت ألوان جوي-كون المستندة إلى مخططات ألوان إيفي وبيكاتشو مع بوكيمون: ليتس غو بيكاتشو! أند ليتس غو إيفي! في 16 نوفمبر 2018، كجزء من حزم سويتش للألعاب، وأصدر هوري متغير دي باد جوي-كون رابع يتميز بموضوع بيكاتشو في نفس اليوم. أصبحت متغيرات جوي-كون الرمادي التي تتميز بشعار سلسلة سوبر سماش برذرز الفضي متاحًة للطلب المسبق مع سوبر سماش برذرز ألتميت في 2 نوفمبر 2018، وصدرا لاحقًا في 7 ديسمبر 2018، كجزء من حزمة سوبر سماش برذرز ألتميت سويتش. في يوليو 2019، أعلنت شركة نينتندو عن إطلاق جوي-كون باللون الأرجواني النيون والبرتقالي النيون في 4 أكتوبر 2019، بالإضافة إلى جوي-كون باللونين الأزرق والأصفر النيون.
في ديسمبر 2018، أصدرت نينتندو أيضًا نوعين مختلفين من جوي-كون بتصميمات تشبه وحدات تحكم نينتندو إنترتينمنت سيستم الكلاسيكية وفاملي كومبيوتر، وهي متاحة حصريًا للأفراد الذين لديهم اشتراك نشط في نينتندو سويتش أونلاين. كانت متغيرات فاميكوم متاحة فقط لأعضاء نينتندو سويتش أونلاين في اليابان. صُمِمَت هذه المتغيرات لاستخدامها على وجه التحديد مع مكتبة ألعاب نينتندو الكلاسيكية المتاحة من خلال خدمة سويتش أونلاين، وكذلك مع ألعاب سويتش الحديثة المختارة. كلاهما ملحوظ للانحراف الشديد عن تصميم جوي-كون العادي، وبدلاً من ذلك يكون أطول وأكثر مستطيل الشكل، وله أزرار أقل من جوي-كون القياسي، وفي حالة متغيرات فاميكوم، يتميز بميكروفون يعمل في وحدة التحكم اليمنى.
| الإسم        | اللون | L   | R   |
| ------------ | ----- | --- | --- |
| رمادي        |       | نعم | نعم |
| نيون أحمر    |       | نعم | نعم |
| نيون أزرق    |       | نعم | نعم |
| نيون أصفر    |       | نعم | نعم |
| نيون أخضر    |       | نعم | نعم |
| نيون وردي    |       | نعم | نعم |
| أحمر         |       | نعم | نعم |
| أزرق         |       | نعم | نعم |
| نيون بنفسجي  |       | نعم | نعم |
| نيون برتقالي |       | نعم | نعم |

| الإسم                                                  | اللون | L   | R   |
| ------------------------------------------------------ | ----- | --- | --- |
| مسابقة صانعو لابو                                      |       | نعم | نعم |
| بوكيمون: ليتس غو بيكاتشو! بوكيمون: ليتس غو إيفي!       |       | لا  | نعم |
| بوكيمون: ليتس غو بيكاتشو! بوكيمون: ليتس غو إيفي!       |       | نعم | لا  |
| سوبر سماش برذرز ألتميت مونستر هنتر رايز مشروع ثندربولت |       | نعم | نعم |
| دراغون كويست إكس آي إس                                 |       | نعم | نعم |
| ديزني تسم تسم                                          |       | نعم | لا  |
| ديزني تسم تسم                                          |       | لا  | نعم |
| أنيمل كروسينغ: نيو هورايزنس                            |       | نعم | لا  |
| أنيمل كروسينغ: نيو هورايزنس                            |       | لا  | نعم |
| سوبر ماريو                                             |       | نعم | نعم |
| فورتنايت                                               |       | نعم | لا  |
| فورتنايت                                               |       | لا  | نعم |
| ذا ليجند أوف زيلدا: سكايورد سورد إتش دي                |       | نعم | لا  |
| ذا ليجند أوف زيلدا: سكايورد سورد إتش دي                |       | لا  | نعم |

## الميزات
مجموعة ميزات جوي-كون مستوحاة جزئيًا من ردود الفعل من اللاعبين الذين يستخدمون وي ريموت، وفقًا لشينيا تاكاهاشي من نينتندو. بعد إطلاق الألعاب التي استخدمت وي ريموت بشكل كبير مع وي، مثل وي سبورتس ووي فت، طلب اللاعبون ميزات تصميم مختلفة، مثل وجود عامل شكل أصغر، أو القدرة على ربط جزء من الجسم. تصور نينتندو الفوائد التي يمكن أن تأتي من التصميم المبتكر وأسلوب اللعب من عامل الشكل الأصغر، مما أدى إلى فكرة وحدة تحكم يمكن أن تكون محمولة، ويمكن التحكم فيها من خلال وحدات التحكم الأصغر هذه. أصبح هذا هو المبدأ الأساسي للمحول، وبشكل مباشر في تصميم جوي-كون.
تحتوي كلتا وحدات التحكم على عصا تناظرية قابلة للنقر، وأربعة أزرار للوجه، وزرين علويين، وزرين جانبيين يمكن الوصول إليهما عند فصلهما (والتي تصبح أزرار الكتف عند الإمساك بها أفقيًا) وتسمى SL و SR، و+ أو -، وزر مزامنة، وأضواء مؤشر المشغل. يحتوي جوي-كون اليسار على أزرار اتجاهات وزر - وأزرار علوية محددة باسم L و ZL وزر لقطة شاشة لتمكين المشغل لتحميل لقطات على وسائل التواصل الاجتماعي. في تحديث صدر في 18 أكتوبر 2017، يمكن لزر لقطة الشاشة أيضًا تسجيل ما يصل إلى 30 ثانية من اللعب في ألعاب محددة عند الضغط باستمرار لمدة ثانية. يحتوي جوي-كون اليمين على أزرار A و B و X و Y و + والأزرار العلوية المعينة R و ZR وزر الصفحة الرئيسية.
تحتوي كل جوي-كون على مقياس تسارع ومدوار يمكن استخدامه لتتبع الحركة. يمكن أن تدعم الألعاب استخدام جوي-كون لتوجيه عناصر التحكم المشابهة لوحدة تحكم وي ريموت أثناء فصلها دون الحاجة إلى شريط استشعار. يحتوي جوي-كون اليمين على مستشعر تتبع العمق بالأشعة تحت الحمراء، والذي يمكنه قراءة الأشياء والحركات الموجودة أمامه؛ كمثال على وظيفتها، ذكرت نينتندو أن المستشعر يمكنه التمييز بين الأشكال اليدوية لحجر-ورق-مقص. يحتوي جوي-كون اليمين أيضًا على قارئ اتصالات قريب المدى للاستخدام مع أميبو.
يحتوي جوي-كون على محرك ردود فعل لمسية يعرف باسم "HD Rumble"، والذي طور بالشراكة مع شركة إميرشين كوربورايشن. ذكرت نينتندو أن النظام يمكن أن يولد ردود فعل لمسية دقيقة، مثل الإحساس بمكعبات ثلج فردية وماء في كوب.

### منصات أخرى
اكتشف بعد فترة وجيزة بعد إصدار الجوي-كون أنه يمكنه الاتصال واستخدام أجهزة الكمبيوتر الشخصية والأجهزة المحمولة الأخرى التي تدعم تقنية بلوتوث.

## الملاحظات
1. ↑  "جوي-كون" هي صيغة المفرد والجمع لاسم وحدة التحكم.[1]
2. ↑  مسمية رسميًا على أنها Joy-Con (L) و Joy-Con (R) مع أقواس.
3. 1 2  تم إصداره في البداية كلون إصدار خاص لسبلاتون 2. تم إصداره لاحقًا كلون قياسي في جميع المناطق.
4. ↑  تم إصداره في البداية كلون إصدار خاص لسوبر ماريو أوديسي. تم إصداره لاحقًا كلون قياسي في اليابان وأوروبا فقط.
5. 1 2 3  متوفر فقط في متجر ماي نينتندو الياباني.